# 하위 맨들
하우이 맨델(Howie Mandel, 영어 발음: /'haʊi mænˈdɛl/, 1955년 11월 29일 ~ )은 캐나다의 스탠드업 코미디언, 배우, 제작자이다.

## 출연 작품

### 영화
- 그렘린 (1984)
- 그렘린 2 (1990)
- 침대 귀신 소동 (1989)
- 피노키오 3000 (2004) - 애니메이션

### 텔레비전
- 아메리카 갓 탤런트 (2010-현재) - 심사위원